# Stazione Geenna
Stazione Geenna (Station Gehenna) è un romanzo di fantascienza di Andrew Weiner scritto nel 1987. In Italia è stato pubblicato nel 1989 col numero 1099 della collana Urania della Arnoldo Mondadori Editore.

## Trama
Sull'inospitale pianeta Geenna la R.G. Spooner Corporation sta portando avanti un programma di terraformazione che dovrà rendere quel pianeta abitabile per rendere più agevole la colonizzazione e lo sfruttamento delle immense risorse minerarie. A tal fine è stata installata una stazione di controllo delle operazioni, all'interno della quale operano sei professionisti della Corporation.
Il pianeta era stato scoperto 40 anni prima proprio dal "Grande Vecchio", ossia da R.G. Spooner, fondatore e presidente della Corporation, il quale adesso, nonostante le estreme condizioni che si devono affrontare per vivere e lavorare su Geenna, ha deciso che anche questo mondo debba essere sfruttato.
Il clima fra i sei membri della missione, tre uomini e tre donne legati da contratti di matrimonio, che avevano accettato di lavorare su Geenna per 2 anni, è divenuto via via più teso, fino a che Arthur Duggan, l'ufficiale addetto alle attività ricreative, è morto in circostanze misteriose, suicida secondo il rapporto ufficiale del comandante Franz Muller.
Per indagare su questa morte viene inviato dalla Corporation su Geenna lo psicologo-investigatore Victor Lewin, che si presenta agli altri cinque membri della stazione nelle vesti di sostituto di Duggan. Fin dal suo arrivo Lewin si rende conto che ci sono delle stranezze nei comportamenti degli altri componenti della missione, e tutto ciò lo porta a sospettare che Duggan sia stato ucciso e che su Geenna agisca un sabotatore. Il lavoro segreto di Lewin viene però disturbato dalla presenza opprimente del pianeta, che sembra anche turbare il sonno dell'investigatore ed offrirgli delle allucinazioni quanto mai realistiche.

## Edizioni
- Andrew Weiner, Stazione Geenna, collana Urania n. 1099, Arnoldo Mondadori Editore, 1989,  p. 141.